# Explode
Explode – czwarty singel kanadyjskiej piosenkarki Nelly Furtado, promujący jej drugi album studyjny "Folklore". Piosenka została napisana przez Nelly Furtado i Geralda Eatona, a wydana została 27 września 2004. Teledysk do piosenki nagrywany był w Central Technical School, w Toronto (Ontario).

## Lista utworów

### UK CD Single
1. "Explode" (Album Version)
2. "Força" (Armand Van Helden Remix)
3. "Força" (Rui Da Silva Vocal Remix)

### European CD Single
1. "Explode" (Album Version)
2. "Força" (Album Version)
3. "Força" (Video)

### European Maxi Single
1. "Explode" (Radio Edit)
2. "Força" (Armand Van Helden Remix)
3. "Força" (Rui Da Silva Vocal Remix)
4. "Explode" (Video)

## Inne wersje
- "Explode" (Radio Edit)
- "Explode" (Radio Version)
- "Explode" (Album Version)
- "Explode" (Acoustic Version)